# Camilla Brunsberg
Anna Brita Camilla Brunsberg, tidigare Tillerkvist, född 15 april 1972 i Osby församling, Kristianstads län, är en svensk politiker (moderat). Hon är ordinarie riksdagsledamot sedan 2022, invald för Blekinge läns valkrets. Brunsberg var kommunstyrelsens ordförande i Karlskrona kommun mellan 2010 och 2014.
I riksdagen är Brunsberg suppleant i försvarsutskottet och miljö- och jordbruksutskottet. Hon har varit suppleant i näringsutskottet.